# Héctor Sandler
Héctor Raúl Sandler (n. 1921 - 30 de diciembre de 2023) fue un abogado y político argentino que ejerció como diputado de la Nación Argentina, primero en representación de la provincia de Córdoba y luego representado a Capital Federal, en ambos casos por la formación derechista Unión del Pueblo Argentino (UDELPA). Originalmente ligado al espacio antiperonista de derecha dura de Pedro Eugenio Aramburu, Sandler asumió la conducción de UDELPA después de su asesinato en 1970. Para las elecciones de 1973 y giró el partido a posiciones de izquierda, integrando la Alianza Popular Revolucionaria que presentaba a Oscar Alende, del Partido Intransigente, como candidato. 
En las elecciones provinciales cordobesas de 1963, en paralelo con su postulación a la cámara baja nacional, fue candidato por UDELPA a gobernador, ubicándose en el cuarto puesto con el 8,07% de los votos positivos. Durante sus dos mandatos como diputado nacional, actuó como opositor tanto del gobierno de Arturo Umberto Illia (1963-1966) como de Juan Domingo Perón (1973-1974) y María Estela Martínez de Perón (1974-1976). En este período fue objeto de una serie de amenazas de muerte por parte de la Alianza Anticomunista Argentina o Triple A, grupo parapolicial comandado por el ministro de Bienestar Social José López Rega. Después de refugiarse durante siete días en su despacho en el Congreso, fue enviado en una misión diplomática a México, donde solicitó asilo político. Su mandato como diputado no se interrumpió formalmente hasta el Golpe de Estado del 24 de marzo de 1976.
En 2012, con 91 años y en un nuevo giro ideológico, publicó una carta apoyando la fundación del minoritario Partido Liberal Libertario.